# Вилтоларсен
Вилтоларсен (viltolarsen) — лекарственный препарат для терапии мышечной дистрофии Дюшенна у пациентов с подтвержденной мутацией гена дистрофина (DMD), подходящей для корректировки путем пропуска экзона 53. Одобрен для применения: Япония (март 2020 года), США (август 2020 года). Брендовое название — «Вилтепсо» (Viltepso).

## Механизм действия
Вилтоларсен (viltolarsen, NS-065/NCNP-01), как этеплирсен (eteplirsen) и голодирсен (golodirsen), представляет собой фосфородиамидатный антисмысловой морфолиновый олигонуклеотид.
Вилтоларсен, являясь структурным аналогом ДНК, связывается с экзоном 53 пре-мРНК дистрофина, реализуя его альтернативный сплайсинг за счет пропуска в ходе процессинга мРНК и тем самым (за счет восстановления рамки считывания) обеспечивая синтез внутренне усеченного, но функционального дистрофина. Выработка последнего восполняет критическую недостаточность этого белка при мышечной дистрофии Дюшенна. Заболевание переходит в менее тяжелую форму дистрофинопатии, фенотипически подобную на мышечную дистрофию Беккера.

## Показания
Мышечная дистрофия Дюшенна.

## Способ применения
Внутривенная инфузия в течение 1 ч.